# ブロード・ストリート駅 (BMTナッソー・ストリート線)
ブロード・ストリート駅（Broad Street）はマンハッタンのフィナンシャル・ディストリクトにあるニューヨーク市地下鉄BMTナッソー・ストリート線の駅である。ブロード・ストリート - ウォール・ストリート交差点にあり、J系統が終日停車する。また、ラッシュ時混雑方向にZ系統が運転される。

## 駅構造
| G          | 地上階                       | 出入口                                                                       |
| M          | 改札階                       | 改札口、駅員詰所、メトロカード自動券売機                                     |
| M          | 改札階                       | ウォール・ストリート駅への改札外乗換                                         |
| P ホーム階 | 相対式ホーム、右側ドアが開く | 相対式ホーム、右側ドアが開く                                                 |
| P ホーム階 | 北行線                       | ← ジャマイカ・センター-パーソンズ/アーチャー駅行き（フルトン・ストリート駅） |
| P ホーム階 | 南行線                       | → 当駅止まり → （定期列車なし：コート・ストリート駅 (BMT4番街線)）           |
| P ホーム階 | 相対式ホーム、右側ドアが開く |                                                                              |

ブロード・ストリート駅は相対式ホーム2面2線の駅である。中央には車止めが設けられた2本の盲腸線があり、引上線・入換線として使用されている。南側ではBMTナッソー・ストリート線の線路はBMTブロードウェイ線と立体交差してから合流し、モンタギュー・ストリート・トンネルを通ってダウンタウン・ブルックリンに向かっているが、この連絡線は2010年6月にM系統がナッソー・ストリート線経由からIND6番街線経由になってからは使われていない。
当駅止めの列車は南行ホームに停車した後、入換線を通り北行ホームに移ってブルックリン区/クイーンズ区方面行きとなる。
1990年代末に改修工事が行われ、ホーム壁面にはモザイクの意匠が追加された。細い緑と金色の横帯の下にはマルーンで縁取りされた金色の太い帯が引かれ、青緑の地に "B" または "BROAD ST" と書かれた駅名標が等間隔で並べられている。

### 出入口

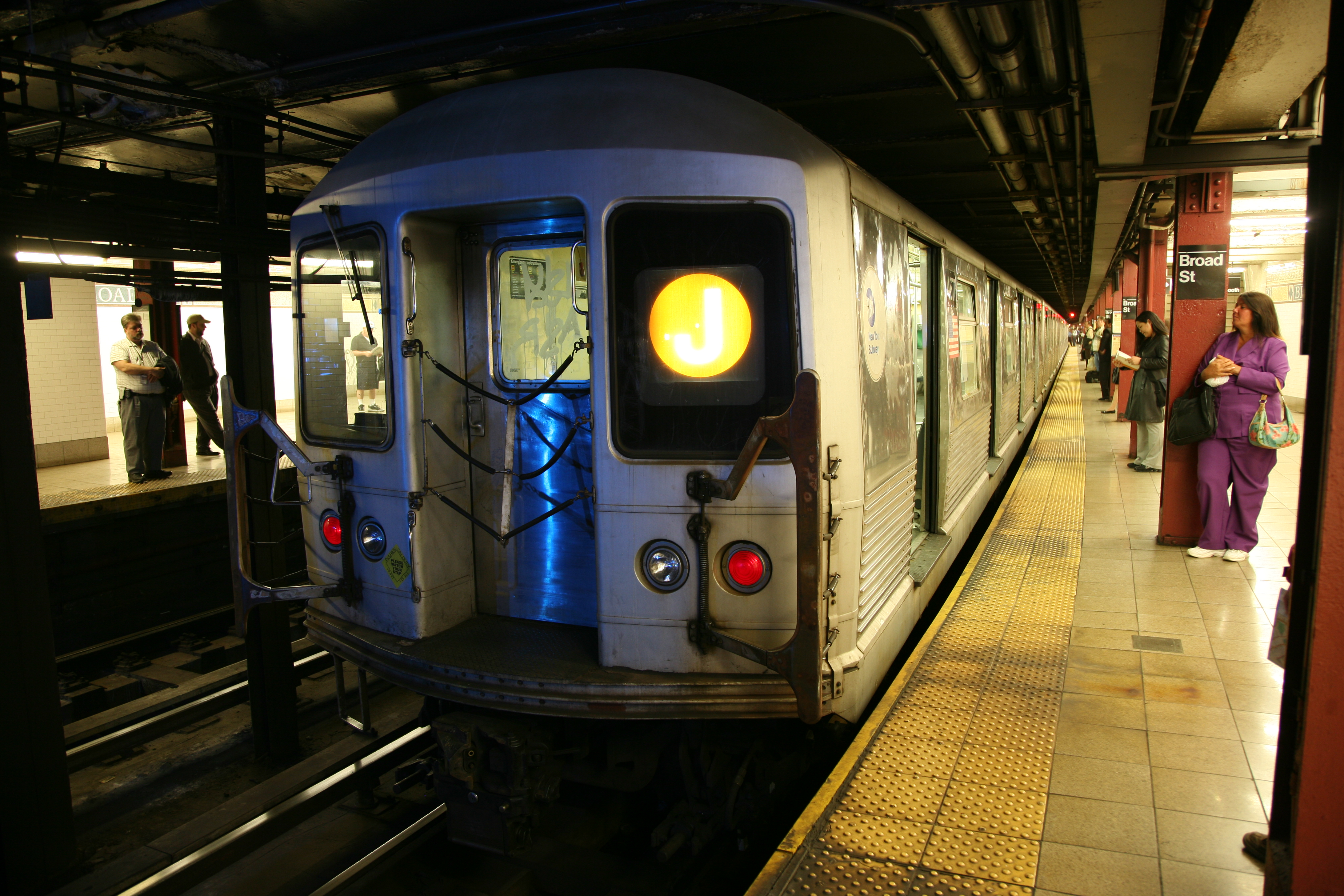
ブロード・ストリート駅に停車中の系統R42型電車

ブロード・ストリート駅には出入口が3か所ある。終日営業しているのはホーム北端にある出入口であり、自動改札機とトークン・ブース、各ホームとメザニンを結ぶ階段2本が設けられている。改札を出ると、階段でウォール・ストリート - ブロード・ストリート交差点の南東角および南西角に出ることができる。ニューヨーク証券取引所そばに出る階段はアメリカ同時多発テロ事件後の警備強化に伴い閉鎖された。
他の2つの出口は無人で、ホーム階に設けられている。北行ホームの改札は時間営業で、通常の自動改札機とHEET自動改札機が設けられている。階段が3つあり、1つはブロード・ストリート-エクスチェンジ・プレイス交差点の北東角、あとの2つはエクスチェンジ・プレイス-ビーバー・ストリート間のブロード・ストリートに出ることができる。南行ホームの改札には元々はHEET自動改札機が設けられていたが、駅を素通りして通路代わりに利用されるのを防ぐために出場専用改札機に変更された。階段が2本あり、エクスチェンジ・プレイス-ビーバー・ストリート間のブロード・ストリートに出ることができる。以前はブロード・ストリート - エクスチェンジ・プレイス交差点の北西角に出る階段も利用できたが、こちらもアメリカ同時多発テロ事件を受けて閉鎖されている。

### ウォール・ストリート駅への改札外乗換

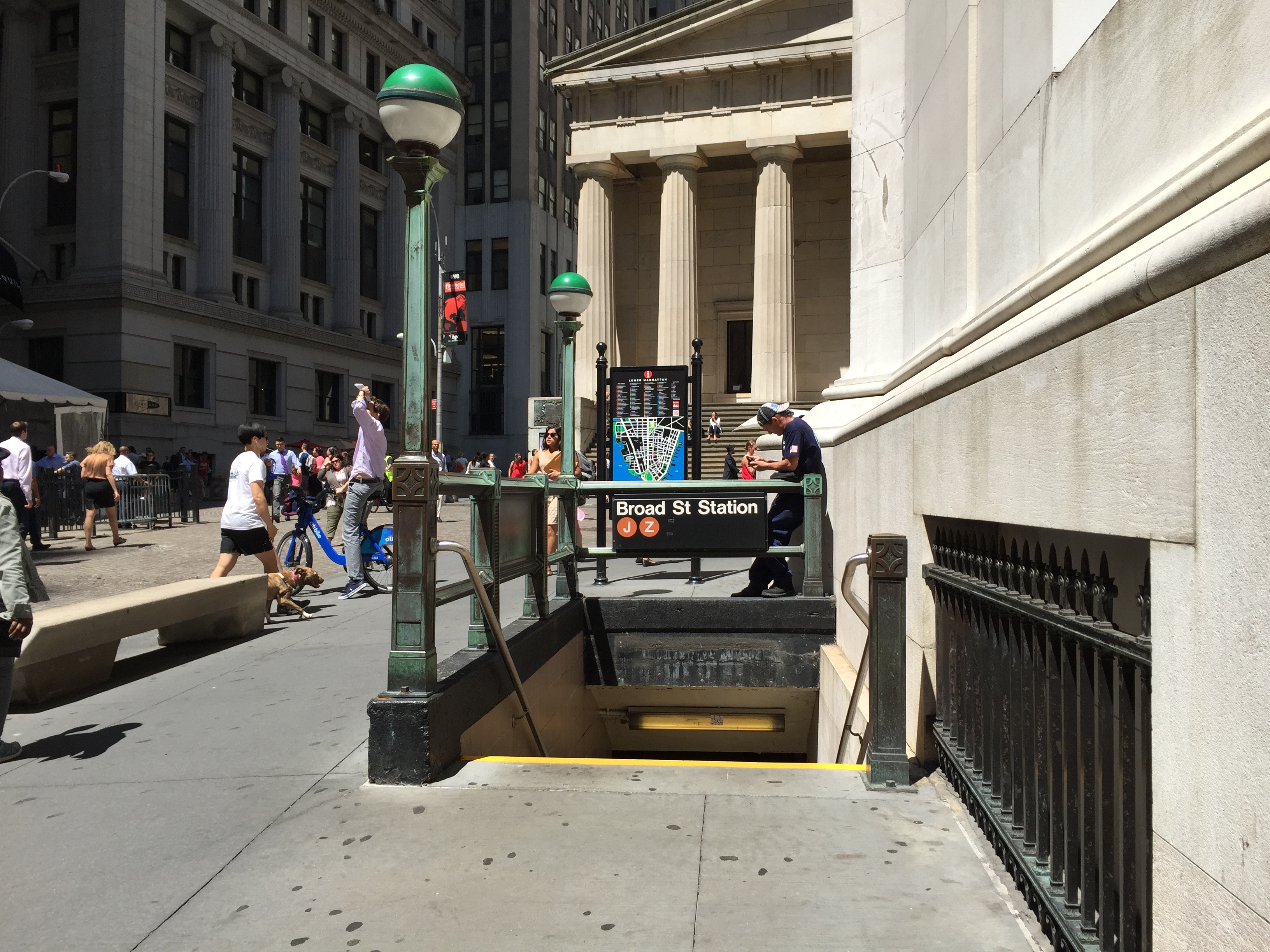
ウォールストリート23番地ビル前にある出入口。終日営業対応に改修された後の様子。

改札外になるが、当駅の出入口から長い連絡通路でIRTレキシントン・アベニュー線ウォール・ストリート駅に乗換ができる（平日7時から18時まで）。 北に3ブロック先のワン・チェース・マンハッタン・プラザに出るとドア2つと広い階段を抜けた先に出入口があり、さらに進むと2台のHEET自動改札機が設けられている。通路途中の西側に設けられた短い階段からはさらに細い通路を通ってエクイタブル・ビルの基部に出ることができる。通路は改札内で分かれており、ウォール・ストリート駅の相対式ホームのどちらにも行くことができる。BMTナッソー・ストリート線とIRTレキシントン・アベニュー線は北側3駅（フルトン・ストリート駅、チェンバーズ・ストリート駅およびキャナル・ストリート駅）で自由に乗り換えることができる。